# جهارة

تشير الخطوط الحمراء لتساوي الجهارة، بينما يظهر اللون الازرق المعيار الاصلي ISO لـ 40 فونًا.

الجهارة (Loudness) تُعبر عن درَجةُ الإحساس بشدة الصوت، تعتمدُ بخاصةٍ على شِدّةِ الأمواج الصوتيَّة، ترتبط الجهارة بتحديد مدى إدراك ارتفاع أو خفوت الصوت عند الإنسان، والتي في المقام الأول تجسد ارتباطا نفسيا بالمقدار الفيزيائي (السعة). كما يعرف بالسمة من الإحساس السمعي التي بواسطتها نحدد سلما ممتدا بين الصوتين المرتفع و الخافت.